# 國揚集團
國揚集團是臺灣的一個集團，以國揚實業股份有限公司為核心，1972年成立。旗下有百貨漢神百貨、購物中心漢神巨蛋購物廣場、觀光飯店漢來大飯店、餐飲事業漢來美食、雋揚國際（原中和羊毛工業）、不動產建築營造等事業。創辦人為唐松章，現任集團總裁為侯西峰、國揚建設董事長林子寬和總經理彭邵齡。

## 代表作品
- 雲天綠第、國硯、海闊天晴、忠孝大院、國揚翡翠森林。

## 關係企業
- 漢來大飯店
- 漢神百貨
- 漢來美食
- 雋揚國際（原中和羊毛工業）
- 高雄市現代化綜合體育館（委託高雄九太巨蛋股份有限公司營運）
  - 漢神巨蛋購物廣場
- 天鷹保全
- 高雄全家海神

## 外部連結
- 國揚建設（页面存档备份，存于）
- 關於國揚_關係企業 （页面存档备份，存于）